# Waverly, Illinois
Waverly är en liten stad i Morgan County i delstaten Illinois, USA. Stadens invånarantal var år 2011 1 307 personer. Den har enligt United States Census Bureau en area på totalt 3 km², allt är land.